# منتخب أذربيجان تحت 20 سنة لكرة القدم
منتخب أذربيجان تحت 20 سنة لكرة القدم هو ممثل أذربيجان الرسمي في المنافسات الدولية في كرة القدم في فئة كرة قدم تحت 20 سنة للرجال
.